# Jochen Kneifeld
Jochen Kneifeld (* 26. Februar 1969 in Ludwigshafen am Rhein) ist ein deutscher Radiomoderator und Comedian. Hauptsächlich bekannt ist er für seine Rollen als Heiner Knallinger und Bätmän, mit denen er bei verschiedenen deutschen Radiosendern in Erscheinung trat.

## Karriere
Als Schülerpraktikant sammelte Kneifeld 1988 beim Ludwigshafener Sender Pro Radio 4 erste Erfahrungen rund um das Rundfunkgeschehen. Davon motiviert, absolvierte er im Anschluss eine Ausbildung zum Rundfunkjournalisten. Ab 1992 entwickelte er eigene Comedyprogramme speziell fürs Radio und stellte diese verschiedenen Sendern vor. Im März desselben Jahres erhielt er beim Sender RPR1 eine eigene Comedyshow mit dem Namen Kneifidelity. Im Rahmen dieser Sendung wurde die Figur Heiner Knallinger geboren. Die Figur verkörpert einen typischen Pfälzer, der Institutionen oder Privatpersonen Telefonstreiche spielt, indem er diese mit oftmals skurrilen Problemen oder Situationen des Alltags konfrontiert. Die Figur des Heiner Knallinger entwickelte sich zum Publikumsliebling der RPR1-Hörer.
1996 wechselte Jochen Kneifeld zum Südwestfunk, wo Heiner Knallinger ebenso zum Hörerliebling wurde und einen wahren Comedy-Boom im Radio auslöste. Aufgrund der hohen Resonanz tourte Kneifeld mit seinem ersten Programm "Un jetzt kumschd Du" (1996) durchs Sendegebiet von SWF3. Die Tourneen zu den Programmen "Jetzt klingelt’s" (1999) und "Bassemoluff" (2001) fanden unter der Flagge des Senders SWR3 statt, der 1998 aus der Fusion des SWF (SWF3) und des SDR (SDR3) entstand.
Parallel entwickelte Kneifeld – im Auftrag des hessischen Radiosenders hr3 – Ende der 1990er-Jahre die Figur des Bätmän, deren Spruch "Isch bin de Bätmän" sich regional zum geflügelten Wort etablierte. Anfang der 2000er war er für Radio Regenbogen, Radio Charivari und RTL Radio tätig.
Nach einer siebenjährigen Kreativpause kehrte Kneifeld mit seinem Live-Programm "Muddersprooch" 2014 auf die Bühne zurück.
Aktuell ist Jochen Kneifeld Chefredakteur des im luxemburgischen Wasserbillig ansässigen Comedy-Magazins Joke – Das Comedy-Magazin, welches mit Joke FM einen eigenen Internetradiosender streamt. Dort unterhält er mit der Kneifidelity Radio Show (ehemals Knallinger.TV) eine eigene Comedyshow.

## Alben
- Do is Heiner Knallinger (1995)
- Knallingers on Holidays (Hörspiel, 1995)
- Knallinger Die II (1996)
- Telefonthriller (1997)
- Bätmän (1998)
- Telefonitis (1999)
- Alles Fies (2000)
- Bassemoluff (2001)
- Total Durchgeknallt (2002)
- Total durchgeknallt Live (2005)
- Fratzemacher (2005)
- Gut Uffgelegt (2015)
- BÄTMÄN – Die Zeitreise (2017)

## Bücher
- (als Übersetzer mit Walter Sauer): Asterix babbelt pälzisch 1: Asterix un de Avernerschild (Original: Le bouclier Arverne ins Pfälzische). Ehapa, 1997, ISBN 978-3770404728[7]
- (als Übersetzer mit Walter Sauer): Asterix babbelt pälzisch 2: Em Asterix soi Bobbelsche (Original: Le Fils d'Astérix ins Pfälzische). Ehapa, 1998, ISBN 9783770422548
- Heiner Knallinger: Da sind Perlen in meiner Wäsche. Droemer Knaur, München 1999, ISBN 978-3-426-61224-8
- Heiner Knallinger & Jörg Schreier: Romeo & Julia auf pälzisch. Belchen-Verlag, Freiburg 2001, ISBN 978-3-89902-004-5

## Auszeichnungen
Jochen Kneifeld wurde 2007 mit dem Karnevalsorden Pälzer Krischer ausgezeichnet, der an Personen, die sich "als Stimme der Pfalz verdient gemacht haben" verliehen wird. Verliehen wird der Orden vom KV Rheinschanze 1877 e.V., dem ältesten Karnevalsverein Ludwigshafens.